# Dirceu Wiggers de Oliveira Filho
Dirceu Wiggers de Oliveira Filho, meglio noto come Dirceu (Ibaiti, 5 gennaio 1988), è un calciatore brasiliano, difensore del Patriotas.

## Carriera
Ha giocato nella massima serie dei campionati brasiliano, portoghese e thailandese.